# جائزة بريطانيا الكبرى 1976
جائزة بريطانيا الكبرى 1976 هو سباق فورمولا 1 أقيم بتاريخ 18 يوليو 1976 في كنت، إنجلترا. كان التاسع من أصل 16 في بطولة العالم لسباقات الفورمولا واحد موسم 1976. حلّ النمساوي نيكي لاودا أولا بينما جاء الجنوب أفريقي جودي شيكتر في المركز الثاني.